# روبن بينتو
روبن بينتو (بالبرتغالية: Rúben Pinto) هو لاعب كرة قدم برتغالي في مركز الوسط، ولد في 24 أبريل 1992 في أوديفلاس في البرتغال. شارك مع منتخب البرتغال تحت 17 سنة لكرة القدم ومنتخب البرتغال تحت 18 سنة لكرة القدم ومنتخب البرتغال تحت 19 سنة لكرة القدم ومنتخب البرتغال تحت 20 سنة لكرة القدم ومنتخب البرتغال تحت 21 سنة لكرة القدم. أما مع النوادي، فقد لعب مع نادي باسوج دي فيريرا ونادي بنفيكا ونادي بيلينينسش.

## وصلات خارجية
- روبن بينتو على موقع الاتحاد الأوربي (الإنجليزية)
- روبن بينتو على موقع قاعدة بيانات كرة القدم.إي يو (الإنجليزية)
- روبن بينتو على موقع Soccerway.com (الإنجليزية)
- روبن بينتو على موقع عالم كرة القدم.نت (الإنجليزية)

{{شريط تصفح تشكيلة فريق كرة قدم
|الاسم=
|اسم الفريق= نادي مول فيدي
|القائمة=
- 1 ناغي
- 3 بتروف
- 4 Csaba Spandler [الإنجليزية]‏ ()
- 5 Aleksandre Kalandadze [الإنجليزية]‏
- 7 Miličević
- 8 Bohdan Melnyk [الإنجليزية]‏
- 9 شابونييتش
- 10 كاستراتي
- 11 ستيفانيلي

{{لاعب تشكيلة فريق كرة قدم|الرقم=13|الاسم=كالمار
- 15 M. Kovács
- 16 Simut

{{لاعب تشكيلة فريق كرة قدم|الرقم=18|الاسم=B. Kovács
{{لاعب تشكيلة فريق كرة قدم|الرقم=19|الاسم=P. Kovács
- 21 هوستي

{{لاعب تشكيلة فريق كرة قدم|الرقم=23|الاسم=سابو
- 27 بيدي
- 28 Kristian Šekularac [الإنجليزية]‏
- 31 Nikola Serafimov [الإنجليزية]‏
- 53 Horváth
- 70 Filip Holender [الإنجليزية]‏
- 71 Tóth
- 74 Babos
- 77 كاتونا

{{لاعب تشكيلة فريق كرة قدم|الرقم=99|الاسم=Pető
{{لاعب تشكيلة فريق كرة قدم|الاسم=فارغا
{{لاعب تشكيلة فريق كرة قدم|الاسم=كوكسيس
- مدرب: Gábor Boér [الإنجليزية]‏